# Northern Arizona University
Northern Arizona University, de multe ori NAU (pronunțat ritmic, en - ei - ju:), este o universitate publică (de stat) fondată în 1899, localizată în orașul Flagstaff, Arizona, din Statele Unite ale Americii.
În anul 2004, universitatea avea 20.000 de studenți, dintre care 14.000 de studenți se găseau în campusul universitar din Flagstaff, iar restul de 6.000 în campusurile universitare secundare din Yuma și Phoenix, ambele din același stat Arizona.  Deși este în primul rând o instituție de educație, NAU este și o instituție de cercetări.  Cele mai cunoscute programe sunt cele axate pe educație, respectiv pe managementul hotelier (folosind propriul hotel și restaurant ca locuri de învățare a meseriei "pe viu").  Alte programe care fac cunoscută universitatea sunt cele de silvicultură, științele naturii și business. 
Campusul universitar se găsește la o altitudine de 2.118 m (sau 6,950 de picioare). 

## Absolvenți faimoși
- Greg Adams - jucător în National Hockey League
- Travis Brown - National Football League - Quarterback
- Shelly Bunge - Executive Vice President of Music Business Affairs & Administration, Sony Pictures Entertainment Music Group
- J.S. Cardone - Feature Film Producer and Director
- Raul Hector Castro - Former Arizona Governor and Former U.S. Ambassador
- Allan Clark - National Football League - Running Back
- Lattie Coor - Former President, Arizona State University
- Andy Devine - Actor
- Pamela DiGiovanni - Vice President of Labor Relations, Fox Entertainment Group
- Diana Gabaldon - Bestselling Author
- R.C. Gorman - Native American Artist
- George Grantham - Major League Baseball - Infielder
- Oliver Macready - Actor
- Mike Mercer - National Football League - Kicked first field goal in Super Bowl I
- Bruce Milletto - President, Bellissimo, Inc./Founder, The American Barista and Coffee School
- Clarence Moore - National Football League
- R. Carlos Nakai - Native American Performing Artist and Composer
- Lisa Olson - Sports Columnist, New York Daily News
- Frank Pollack - Offensive Tackle, San Francisco 49ers
- Katherine Ramsland - Author
- Jim Rathburn - Two-time Sports Emmy Award winner
- Rick Renzi - Arizona Congressman, District 1
- Jennifer Roberson - Novelist
- Jack Rooney - Actor
- Claudio Sanchez - Educational Correspondent, National Public Radio
- Pasquale Scaturro - Expedition Leader, IMAX Film "The Alps: Giants of Nature"
- Melvin Spears - Head Football Coach, Grambling State University
- John Sprott - Former U.S. Ambassador to Swaziland
- Mark Thatcher - CEO and Founder, Teva Sports Sandals
- Jeremy Thornburg - National Football League - Safety

## Cadre didactice notabile
- Michael P. Ghiglieri, antropolog, ecolog, explorator, pedagog, și om de știință american, cel mai cunoscut publicului larg pentru cartea sa din 1999 The Dark Side of Man - Tracing the Origins of Male Violence (în traducere, Partea întunecată a omului. În căutarea originii violenței masculine), a fost profesor asociat de antropologie al NAU între 1988 și 1999